# دايفيد كيليمن
دايفيد كيليمن (بالمجرية: Kelemen Dávid)‏ هو لاعب كرة قدم مجري، ولد في 24 مايو 1992 في بيكيسكسابا في المجر. شارك مع منتخب المجر تحت 17 سنة لكرة القدم ومنتخب المجر تحت 19 سنة لكرة القدم ومنتخب المجر تحت 21 سنة لكرة القدم. أما مع النوادي، فقد لعب مع نادي بودابست ونادي هبوعيل تل أبيب.

## وصلات خارجية
- دايفيد كيليمن على موقع قاعدة بيانات كرة القدم.إي يو (الإنجليزية)
- دايفيد كيليمن على موقع Soccerway.com (الإنجليزية)